# Le Bleu du caftan
Pour plus de détails, voir Fiche technique et Distribution.
Le Bleu du caftan ou The Blue Caftan est un film franco-maroco-belgo-danois réalisé par Maryam Touzani, sorti en 2022.

## Synopsis
Halim est tailleur spécialisé dans la fabrication de caftans à Salé, au Maroc. Il travaille selon les techniques traditionnelles, à la main. Il tient un magasin avec sa femme Mina. Halim et Mina forment un couple très soudé, même s'ils partagent un secret honteux et dangereux dans la société marocaine : Halim est homosexuel. Au hammam, il rencontre des partenaires sexuels occasionnels.
Halim travaille à la confection d'un caftan bleu particulièrement somptueux, commande d'une riche cliente. Les apprentis sont difficiles à trouver, mais Halim a récemment recruté Youssef, qui semble partager sa passion du métier. Une attirance mutuelle naît entre Halim et Youssef, suscitant la jalousie de Mina. Elle critique Youssef, l'accuse à tort d'avoir égaré ou volé une précieuse pièce d'étoffe.
Mais Mina est malade d'un cancer incurable. Peu à peu, elle s'affaiblit, ne mange plus, maigrit. Halim reste à son chevet, confiant son magasin à Youssef. Lorsque Mina comprend que Halim lui est demeuré fidèle, elle se réconcilie avec Youssef, et accepte sa présence. Après la mort de Mina, Halim la revêt du splendide caftan bleu qu'il vient tout juste de terminer, au lieu du linceul traditionnel dans les cultures musulmanes. Avec Youssef, ils emportent ensemble le corps de Mina jusqu'au cimetière.

## Fiche technique
Sauf indication contraire, les informations mentionnées dans cette section peuvent être confirmées par la base de données cinématographiques Unifrance,  présente dans la section « Liens externes ».
- Titre original : Le Bleu du caftan
- Titre marocain : أزرق القفطان (Azraq Alquftan)
- Réalisation : Maryam Touzani
- Scénario : Nabil Ayouch et Maryam Touzani
- Musique : Kristian Eidnes Andersen
- Décors : Emmanuel De Meulemeester et Rachid El Yousfi
- Costumes : Rafika Benmaimoun
- Photographie : Virginie Surdej
- Son : Nassim El Mounabbih
- Montage : Nicolas Rumpl
- Production : Nabil Ayouch, Amine Benjelloun et Mikkel Jersin
- Sociétés de production : Les Films du Nouveau Monde ; Ali n’Productions, Velvet Films et Snowglobe
- Sociétés de distribution : Ad Vitam Distribution (France), Cinéart (Belgique), Camera Film (Danemark) et Megarama Distribution (Maroc)
- Pays de production :  France /  Maroc /  Belgique /  Danemark
- Langue originale : arabe
- Format : couleur — 1,85:1
- Genre : drame
- Durée : 124 minutes
- Dates de sortie :
  - France : 26 mai 2022 (Festival de Cannes) ; 22 mars 2023 (sortie nationale)
  - Québec : 10 février 2023
  - Maroc : 22 février 2023
  - Suisse romande : 22 mars 2023
  - Belgique : 29 mars 2023
  - Danemark : n/a

## Distribution
- Lubna Azabal (VF : Fanny Dalmau-Sutter) : Mina
- Saleh Bakri (VF : Brahim Bihi) : Halim
- Ayoub Missioui : Youssef

Version française réalisée aux studios Ali N' Productions (Casablanca), d'après une adaptation des dialogues de Mathias El Yazami El Hassani.

## Production

### Genèse et développement
La scénariste et réalisatrice Maryam Touzani raconte que le projet est né d'une rencontre avec un coiffeur pour dames à Salé :

« Le personnage de Halim a commencé à se construire à travers ce que j’ai imaginé de la vie de cet homme.  Il a réveillé en moi des choses que j’ai connues dans ma vie, quand j’étais enfant. Je me suis remémorée toutes ces choses qui étaient dites sans l’être, chuchotées, sur des couples qu’on connaissait de loin… A l’époque je ne comprenais pas, mais avec le temps oui, et j’ai eu envie de mettre un visage sur ce non-dit, pour pouvoir enfin dire les choses. »

Elle a coécrit le scénario avec son compagnon, le réalisateur, Nabil Ayouch.

### Attribution des rôles
La réalisatrice déclare : « En écrivant le personnage de Mina, j’avais le visage de Lubna Azabal en tête. […] On retrouve aussi au casting Saleh Bakri qui interprète Halim et qui est un comédien palestinien. […] Enfin, le jeune apprenti est campé [par] Ayoub Missioui, un jeune homme de Casablanca. »

### Tournage
Le tournage se fait avec la directrice de photographie Virginie Surdej, qui a déjà travaillé avec Maryam Touzani sur son précédent film Adam.

## Accueil

### Accueil critique
En France, le site Allociné propose une moyenne de 3,8⁄5, fondée sur 25 critiques de presse.

### Box-office
Pour son premier jour d'exploitation en France, Le Bleu du caftan a réalisé 14 202 entrées, dont 9 654 en avant-premières, pour un total de 301 séances proposées. En comptant pour ce premier jour les avant-premières, le film se positionne en quatrième place du box-office des nouveautés pour sa journée de démarrage, derrière De grandes espérances (14 911) et devant Chili 1976 (8 208).
Au bout d’une première semaine d’exploitation dans les salles françaises, le long-métrage totalise 54 381 entrées. Si on ne tient pas compte des avant-premières, le long-métrage se positionne en quatorzième place du box-office hebdomadaire français, derrière The Fabelmans (45 850) et devant Empire of Light (36 546).
| Pays ou région | Box-office      | Date d'arrêt du box-office | Nombre de semaines |
| -------------- | --------------- | -------------------------- | ------------------ |
| France         | 211 273 entrées | 13 juin 2023               | 12                 |
| Total mondial  | 1 482 019 $     | -                          | -                  |

### Demande d'interdiction au Maroc
Après la sortie du film en juin 2023, le Parti de la justice et du développement publie un communiqué demandant l'interdiction de la diffusion du film au Maroc pour cause de « promotion de l'homosexualité ».

## Distinctions
- Festival de Cannes 2022 : Prix FIPRESCI dans la sélection Un certain regard
- Festival de Marrakech 2022 : Prix du jury[9]
- Festival de Vancouver 2022 : Prix du public section Panorama
- Festival de Valladolid 2022 : Prix d'interprétation féminine pour Lubna Azabal
- Festival d'Athènes 2022 : Prix du public et prix de l'association grecque des critiques de cinéma
- Festival de Chicago 2022 : Hugo d'argent de la mise en scène
- Fespaco de Ouagadougou 2023 : sélection officielle
- Tournai Ramdam Festival 2023 : prix du meilleur film de fiction
- Festival de Göteborg 2023 : Prix Dragon
- Festival de Tromsø 2023 : Prix Don Quichotte
- Magritte du cinéma 2024 : Meilleure actrice pour Lubna Azabal